# 赤水镇 (叙永县)
赤水镇，是中华人民共和国四川省泸州市叙永县下辖的一个乡镇级行政单位。

## 行政区划
赤水镇下辖以下地区：
赤水社区、双山村、孙家村、斜口村、大文村、良坪村、松林村、中沙村、石门村、海螺村、檬梓村、南山村、黄坪村和三分村。